# Koninginnedag 1981

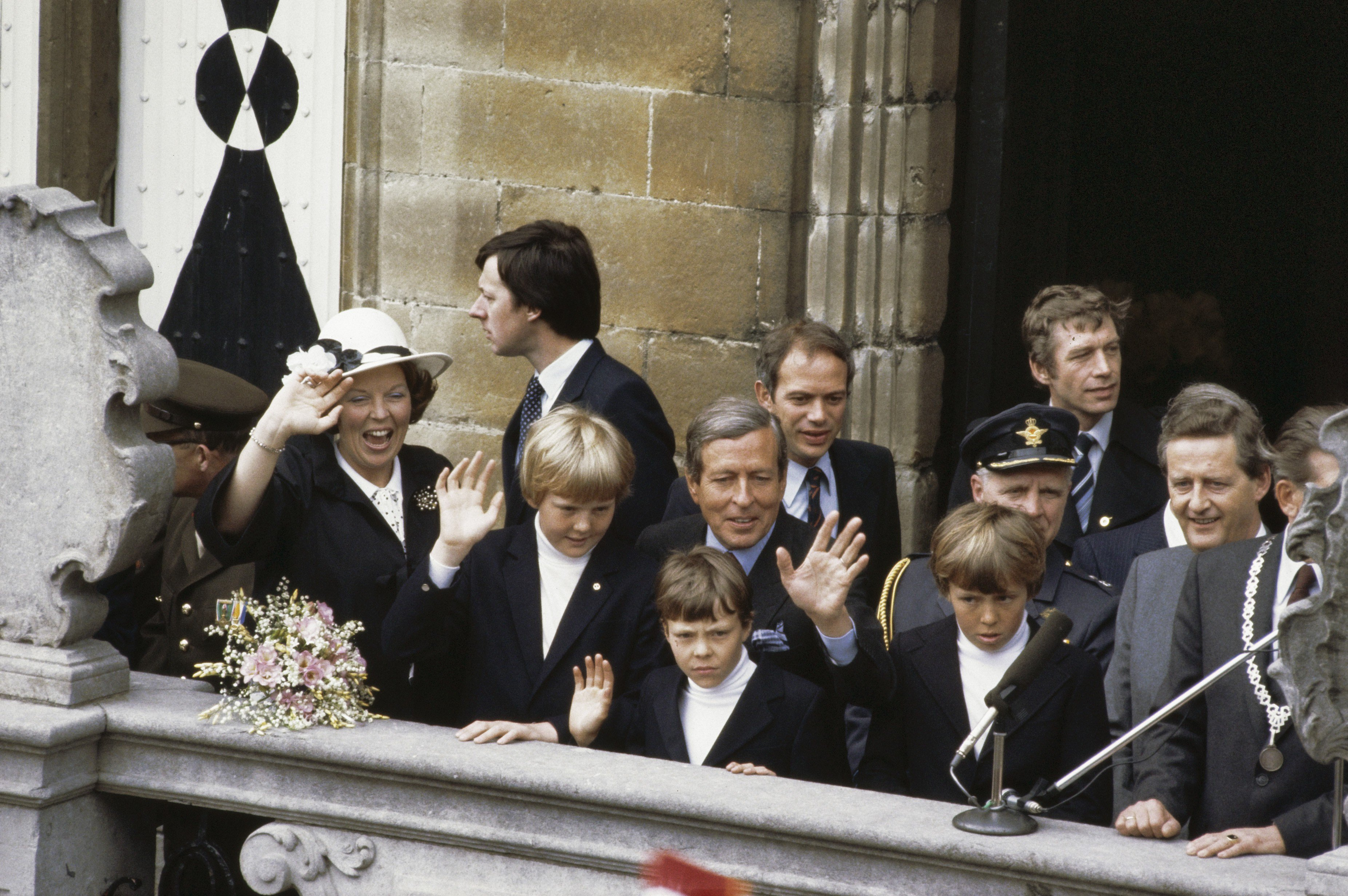
Op het bordes van het stadhuis van Veere

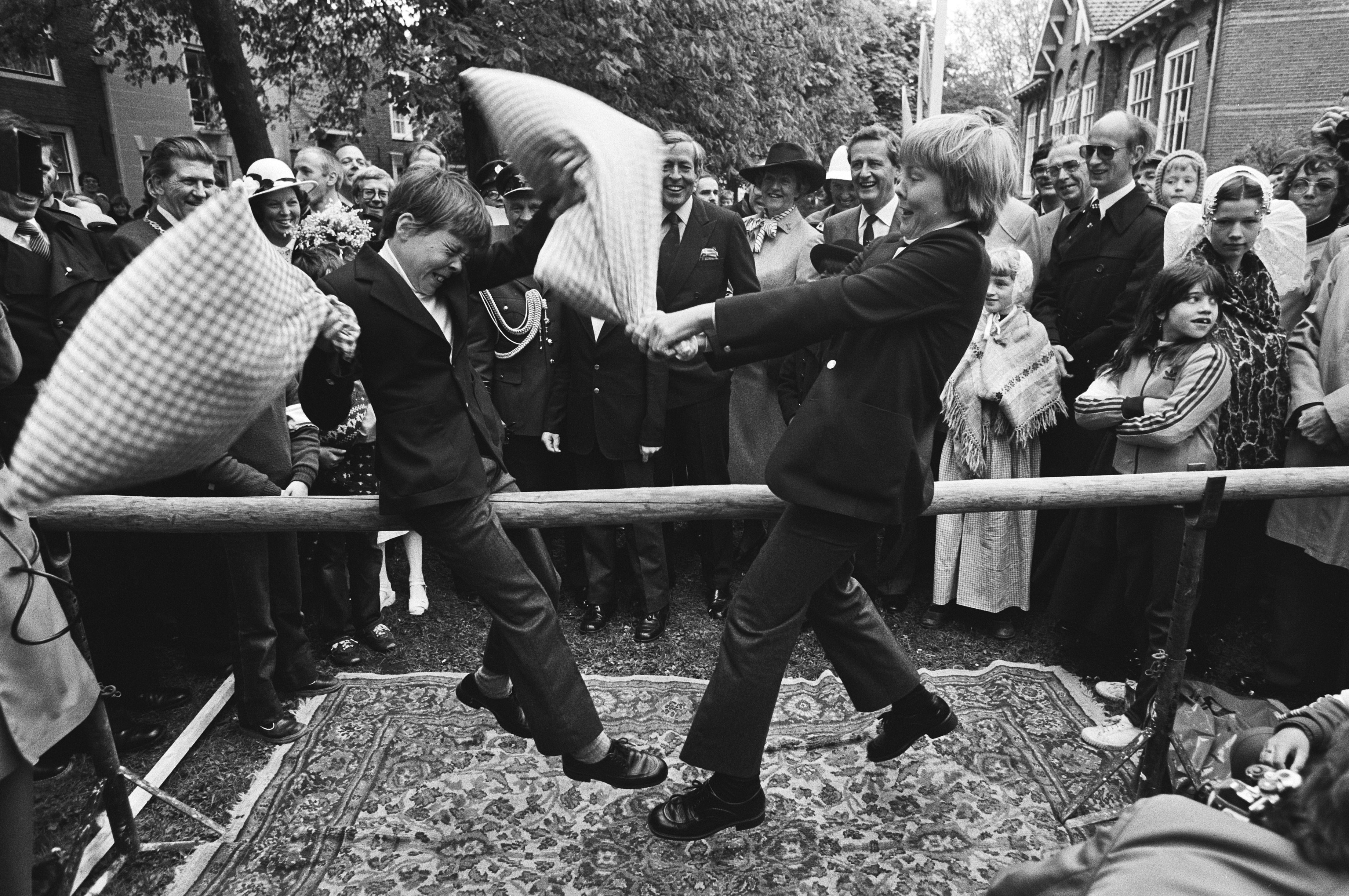
Kussengevecht in Veere, tussen de prinsen Constantijn en Willem-Alexander

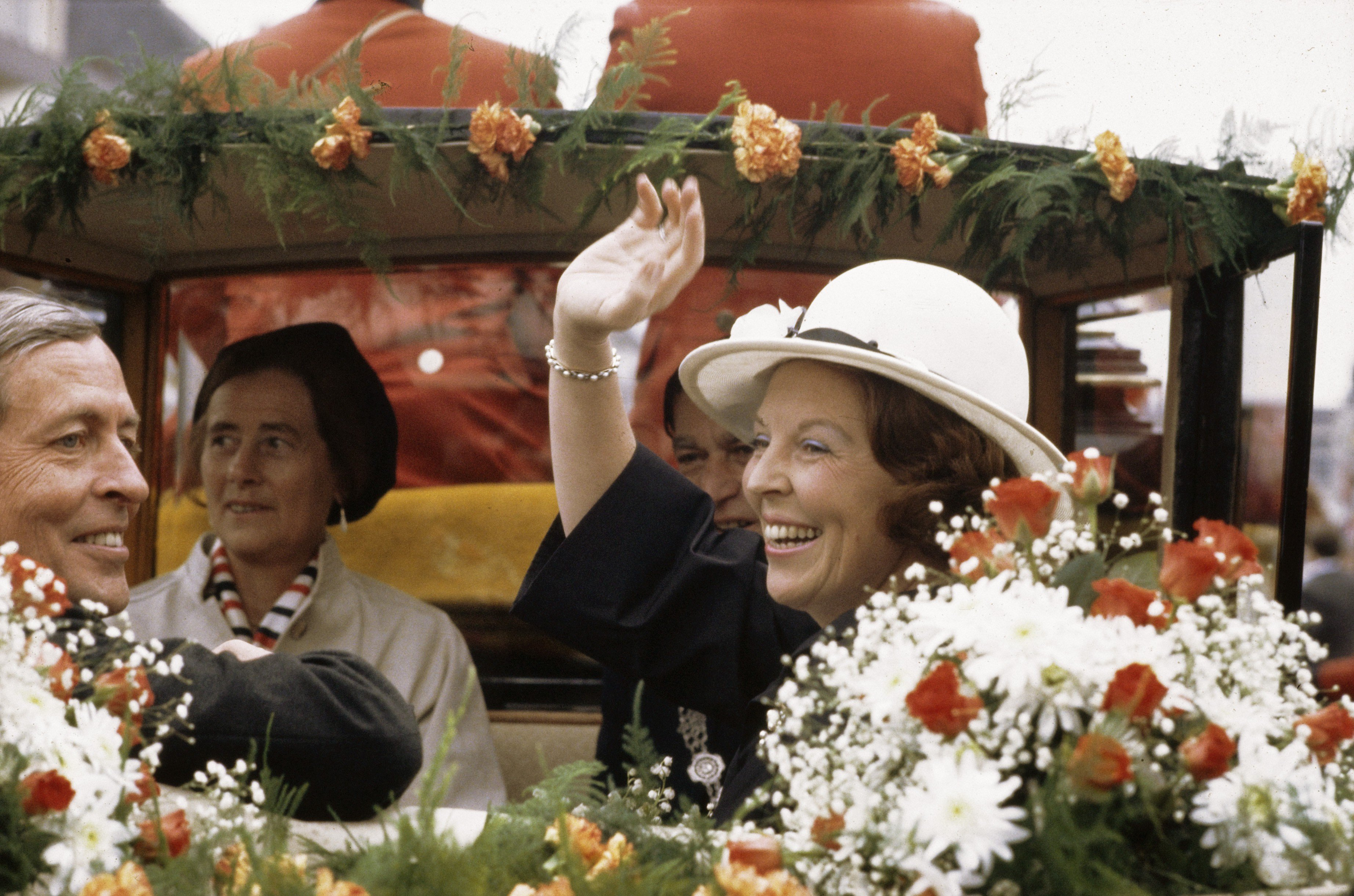
Rijtoer in Breda

Koninginnedag vond in 1981 voor het eerst plaats in "nieuwe stijl", na het aftreden van koningin Juliana in 1980. Haar dochter, koningin Beatrix, had bij haar inhuldiging in haar toespraak tot de Verenigde Vergadering der Staten Generaal bepaald dat de verjaardag van haar moeder (30 april) Koninginnedag zou blijven.

## Achtergrond
Vanaf 1949 had Koninginnedag, los van de feestelijkheden die overal in het land plaatsvonden, steeds het karakter gehad van een defilé voor het Paleis Soestdijk. Voor de trappen van het bordes trokken delegaties van verschillende bevolkingsgroepen en maatschappelijke geledingen, voorbij om een huldeblijk aan de koningin en haar familie te brengen. Koningin Beatrix had weliswaar bepaald dat 30 april zou blijven: Koninginnedag, maar een concrete invulling van hoe haar familie zou deelnemen aan de feestelijkheden, volgde pas in de loop van 1980.

## Bezoeken brengen
De Rijksvoorlichtingsdienst maakte in de loop van 1980 bekend dat de nieuwe koningin voortaan het land in zou trekken om elders de viering van Koninginnedag bij te wonen. Hiermee doorbrak zij de gewoonte dat het volk bij haar langs kwam, zoals dat ruim dertig jaar lang onder haar moeder gebruikelijk was geweest.

## Veere en Breda
In 1981 bezocht de koninklijke familie Veere en Breda. In deze steden waren de koningin en haar familie getuige van verschillende lokale feestgebruiken. Het commentaar bij de nationale uitzending van het verslag van de feestelijkheden werd net als in de laatste jaren voor de abdicatie van koningin Juliana, verzorgd door Dick Passchier, die erin slaagde om met een loopmicrofoon enkele vragen te stellen aan de drie zonen van de koningin.

## Onrust in Breda
In Breda arresteerde de politie voorafgaand aan het koninklijk bezoek preventief 148 jongeren. Volgens de politie waren de jongeren in het bezit van boksbeugels, kettingen, stokken en molotovcocktails en kennelijk van plan waren om de orde te verstoren. De demonstranten beklaagden zich erover dat mensen op grond van hun uiterlijk (bijvoorbeeld een leren jas) werden opgepakt en op het politiebureau werden opgesloten in een openluchtkooi zonder gebruik te mogen maken van toilet, arts of advocaat. Ze werden bijna 12 uur vastgehouden terwijl arrestanten zonder aanklacht niet meer dan zes uur mogen worden vastgehouden. Twaalf arrestanten kregen een schadevergoeding. Voorafgaand waren in Breda pamfletten verspreid met de tekst Breda Oranjestad, is Oranje zat met als ondertitel: Tegen M.E., Marechaussee, Overheidsterreur, Woningnood, Kernenergie en Bezuinigingen. Ook de plaatselijke afdeling van de PSP verspreidde posters met de tekst Breda Oranjestad? Mag ik even overgeven? Tijdens de dag kwam het in de stad Breda tot diverse schermutselingen, waaronder een charge van de ME voor het politiebureau in de Karnemelkstraat. In Breda - en overigens ook elders - leidden al deze zaken later het jaar tot demonstraties tegen politiegeweld.